# 埃尔索·巴洪
埃尔索·斯特伦伯格·巴洪（英語：Elso Sterrenberg Barghoorn，1915年6月30日—1984年1月27日）是一位美国古生物学家，其学生安德鲁·H·诺尔称其为“前寒武纪古生物学之父”。